# ザギグ
ダンジョンズ&ドラゴンズ・ロールプレイングゲーム用のワールド・オブ・グレイホーク・キャンペーンセッティングにおいて、ザギグ(Zagyg)（かつては「ザギグ・イラジャーン」(Zagig Yragerne)として知られていた）はユーモア、奇抜、秘術の伝承、気まぐれを司る神である。彼の聖印は狂気のルーンである。

## 創作起源
ゲイリー・ガイギャックスが1972年にグレイホーク城の下に最初にダンジョンを作成した時、複雑な迷路にはよこしまな罠、秘密の通廊、餓えたモンスター、きらめく財宝などで満たされた13階層が備わっていた。最下層に生きて到達した者は誰でも、このダンジョンを造った狂気の建築家であるザギグに会うことになった（「Zagyg」は「Gygax」の逆読み異形同音異義語であり、このばかげた無目的な場所を設計した者―ガイギャックス自身―が正気ではないに違いない、というガイギャックスの仲間内の冗談であった。後の資料では、ガイギャックスはザギグの名を彼のフルネーム―アーネスト・ゲイリー・ガイギャックス(Ernest Gary Gygax)―の逆読み異形同音異義語である「ザギグ・イラジャーン」(Zagig Yragerne)に拡張した）。かつてただ3人のプレイヤー―その全員が単独冒険中であった―が最下層に到達してザギグに遭遇した。ロブ・クンツ（ロビラーで）、ガイギャックスの息子アーニー（テンサーで）、ロブの兄弟テリー（テリックで）らである。彼らの報酬は、ザギグが彼らを直ちに巨大な滑り台で世界の遠い反対側に送り込むことであり、そしてそこで、彼らはそれぞれグレイホーク市に戻るための長い単独の旅に直面した。
その後間もなく、ガイギャックスはロブ・クンツに、グレイホーク城の共同ダンジョンマスターになるよう依頼し、クンツが素材を追加できるように、ザギグと彼自身の手による第13階層を消去した（最終的に、ガイギャックスとクンツが共同作成したダンジョンは50階層以上に及んだ）。
10年後、ガイギャックスはドラゴン誌 70号に掲載された彼の記事「ワールド・オブ・グレイホークの神格と半神」で、ザギグを半神として再登場させた。
それに続く資料により、ザギグはかつて大魔道士であり、グレイホーク自由都市の市長であったことが明らかにされた。
1985年にガイギャックスがTSRから追放された時、彼はTSRの製品で使用していた彼のキャラクター達のほとんど―「イラグ」や「ザギグ」といった、彼自身の名前のアナグラムやもじりの名前を持つキャラクターを除く―の権利を失った。TSRは、D&D の後の版でもこの名前を使用し続けた。
ガイギャックスが2005年にグレイホーク城の詳細情報を再出版した時、彼はもはやグレイホークの名称を使用する権利を所有していなかったため、この城の名前をザギグ城（キャッスル・ザギグ）に変更した。

## 出版履歴

### アドバンスト・ダンジョンズ&ドラゴンズ第1版（1977～1988年）
ザギグがダンジョンズ&ドラゴンズ ゲーム用に初めて詳細に解説されたのは、ドラゴン誌 70号（1983年）に掲載されたガイギャックスの記事「ワールド・オブ・グレイホークの神と半神」においてであった。ザギグはそれ以降、ワールド・オブ・グレイホーク・ファンタジー・ゲーム・セッティング （1983年）と、グレイホーク・アドベンチャーズ （1988年）においても詳細に解説された。

### アドバンスト・ダンジョンズ&ドラゴンズ第2版（1989～1999年）
ザギグは、グレイホーク・キャンペーン用のフロム・ジ・アッシュズ セット（1992年）に記載された神格の1柱であり、グレイホーク：ジ・アドベンチャー・ビギンズ （1998年）にも再度掲載された。

### ダンジョンズ&ドラゴンズ第3.0版（2000～2002年）
第3版のグレイホーク・セッティングにおけるザギグの役割は、リビング・グレイホーク・ガゼティア （2000年）で定義された。

### ダンジョンズ&ドラゴンズ第3.5版（2003～2007年）
ザギグのボカブとの関係はドラゴン誌 338号（2005年）のコラム「コア・ビリーフス」で詳細に述べられた。

### キャッスルズ&クルセイズ（2005～2008）
ゲイリー・ガイギャックス執筆のキャッスル・ザギグ：ボリューム1　イッグスバーグ は2005年に発売された。
ロバート・J・クンツ執筆のザ・ダーク・シャトー は、狂大魔道士ザギグの以前の邸宅を舞台としたアドベンチャーモジュールである。
ゲイリー・ガイギャックスが主賓となった2007年のGen Con Indy 2007において、長く待ち望まれたキャッスル・ザギグ：ジ・アッパー・ワークス は、トロール・ロード・ゲームスのブースで初披露された。

## 描写
ザギグの外見は様々に変化するが、彼は通常青と銀の服を着る。定命の姿をとる時のザギグは、背が低くがっしりとした体つき、しばしば赤らんだ、丸顔の人間男性となった。

## 聖職者と神殿
ザギグの司祭は極めて少数である。彼らは他人の生活にユーモアと不思議をもたらすことを楽しみ、しばしばバードとして活動しているのが見受けられる。彼らはまた、失われた魔法知識を見いだそうと努めている。

## 歴史
ザギグはCY277年に、ザギグ・イラジャーンとしてハードバイで生まれた。女絶対君主イーリム・イラジャーンの息子として、ザギグはグレイホーク自由都市の第2代市長ガンツ・イラジャーン、昔のハードバイ女絶対君主であったマロ・イラジャーンの子孫である。CY310年頃、ザギグはグレイホーク市に向かい、執政会議の理事達に贈賄を行って彼自身が執政会議の理事となり、彼を市長に選出するようにどうにかして説得した。
CY339年、ザギグの母親が死去した。彼女の唯一の相続人であったザギグはハードバイの初の（そして唯一の男の）絶対君主となった。また同時に、現在はグレイホーク直轄領として知られる地域を領有する旧大王国属領の制度であるセリンタン地方伯の称号も受け継いだ。CY351年、ザギグは絶対君主の称号を放棄し、町を統治する別の女絶対君主を選ぶよう要請してハードバイ女権政府を去った。
多くの者達からグレイホークの最も偉大な市長かつ市民であるとみなされ、ザギグは様々な意味で、グレイホークの今日の状況に関係している。彼はグレイホークの法律を改革し、通貨を制定し、グレイホーク魔法ギルドを設立し、大学を設立するために学者達を市に招聘し、ケルン丘陵で鉱山町のダイアモンド・レイクとスチーミング・スプリングス建設を監督し、市の最初の魔法遊園会を計画した。彼はまた、市の下水道、自由都市闘技場、グレイホーク城の建設も監督した。グレイホークを「文明の中枢」にするという願望を表明した演説において、グレイホーク市を「フラネスの宝石」と名付けたのはザギグであった。
しかしながら、ザギグは市にそれだけ利益をもたらしたが、彼は同じく多くの危険ももたらした。CY370年以降、常に風変わりなザギグの正気は次第に低下し始め、グレイホーク市民の多くが彼のユーモアと激怒のほとばしりを恐れるようになった。CY395年、ザギグはグレイホークの新市街を炎や水のような元素のエネルギーで造られた壁で囲む計画を発表した。市民のほとんどは、この計画が彼らの生活を危険に曝すであろうと感じたが、ザギグはそれを気にも留めないように見えた。CY400年第2四半期の定例執政会議で、ザギグは霧沼から連れてきた黒竜、何体かの人造人間、大王国の大王の装束を着せたフレッシュゴーレムを伴って出席したことが指摘されている。
CY421年3月8日、ザギグは執政会議の会合に姿を見せなかった。ザギグは何の痕跡も残さず、彼は再びオアースの定命の者達の前に姿を現すことはなかった。毎年この記念日に、市長と執政会議はザギグの失踪による市の正常化を祝って、パンと水だけの食事を共にする。
市長としての治世期間のいずれかの時点で、ザギグは強力な魔法を使ってデーモン・プリンスのフラズ＝アーブルーを捕獲、監禁し、彼は最近ようやく監禁から逃れ得たと言われる。イグウィルヴは後に、彼女自身のデーモン・ロード、グラズトを捕らえ、ペレンランドを征服するために、ザギグのやり方を学び、使用した。
CY505年、ザギグは対立する属性の9柱の半神を捕らえ、グレイホーク城の下に彼らを監禁することに成功した。これらの神々の捕獲が、ザギグの神格化に必要な条件の一部であったことが後に判明した。捕獲されたことが判明しているのはアイウーズ（妙な話だが、イグウィルヴとグラズトの息子）、ワストリ、メリッカ、ラッドらが含まれる。オリダマラはラッドを救出しようとしたが逆に捕獲され、一時の間小さな甲皮動物に姿を変えられた。ザギグによって捕獲された神々のほとんどは最終的に逃走に成功（CY570年にロビラー卿によって解放されたアイウーズを含む）したが、ズオケンは最初の捕虜の1柱であり、未だ捕らわれの身である、と噂されている。
アイウーズが脱出するまでに、実はザギグ・イラジャーンが健在であり、実際、魔法の神であるボカブの尽力により半神となっていたことが、モルデンカイネンによって明らかにされた。ザギグ(Zagig)は今や「ザギグ(Zagyg)」―彼の名前の異形綴りで、市長として書類に署名する際に時折使用していた―として知られている。八者の円のメンバーの多くが、恐らくはザギグの優れた魔法能力（ヴェクナを除き、定命の魔法使いで彼に及ぶ者は存在しなかったと言われている）故に、彼を尊敬し始めている。狂大魔道士のカルトはその時から少数の崇拝者を獲得してきたが、グレイホーク市においていかなる勢力も未だ獲得していない。

## 追加文献
- マイク・ブロー編集、キャッスル・グレイホーク （TSR、1988年）。
- アン・ブラウン、プレイヤーズガイド・トゥ・グレイホーク （TSR、1998年）。
- リチャード・W・ブラウンとアン・ブラウン、ファルコンズ・リベンジ （TSR、1990年）。
  - リチャード・W・ブラウンとアン・ブラウン、ファルコンマスター （TSR、1990年）。
- スティーブン・コンフォーティ編集、リビング・グレイホーク・オフィシャル・リスティング・フォー・ユーズ・イン・ザ・キャンペーン、 バージョン2.0、ワシントン州レントン、（ウィザーズ・オブ・ザ・コースト、2005年）。オンラインで利用可能：
- デイヴィッド・クック、"ヒストリー・オブ・ザ・グレイホーク・ウォーズ"、グレイホーク・ウォーズ （TSR、1991年）。オンラインで利用可能：
- ゲイリー・ガイギャックス、カム・エンドレス・ダークネス （ニュー・インフィニティーズ、1988年）。
  - ゲイリー・ガイギャックス、ダンス・オブ・デーモンズ （ニュー・インフィニティーズ、1988年）.
  - ゲイリー・ガイギャックス アイル・オブ・ジ・エイプ （TSR、1985年）。
- ゲイリー・ガイギャックスとフランク・メンツァー、ザ・テンプル・オブ・エレメンタル・イーブ （TSR、1985年）。
- ロバート・J・クンツとゲイリー・ガイギャックス、モルデンカイネンズ・ファンタスティック・アドベンチャー （TSR、1984年）。
- ポール・ルービィ、「ハードバイ：シティ・オブ・ザ・スコーンド」 ダンジョン誌 109号（パイゾ・パブリッシング、2004年）。
- ブレーク・モブリーとティモシー・B・ブラウン、グレイホーク・ルーインズ （TSR、1990年）。
  - ロジャー・E・ムーア、リターン・オブ・ジ・エイト （TSR、1998年）。
- ダグラス・ナイルズとカール・サージェント、ザ・シティ・オブ・グレイホーク （TSR、1989年）。
- ショーン・K・レイノルズ、クリプト・オブ・リザンドレッド・ザ・マッド （TSR、1998年）。
- ショーン・K・レイノルズとクリス・プラマス。スレイバーズ （TSR、2000年）。
- カール・サージェント、アイウーズ・ジ・イーブル (TSR、1993年）。
- リビング・グレイホーク・ジャーナル誌 3号、「ゴッズ・オブ・オアース」。